# 1978-as magyar öttusabajnokság
Az 1978-as magyar öttusabajnokságot május 28. – június 1. között rendezték meg. A viadalt Szombathelyi Tamás nyerte meg, akinek ez volt az első bajnoki címe. A csapatversenyt a Bp. Honvéd nyerte.

## Eredmények

### Férfiak

#### Egyéni
| Hely | Név                | Klub          | Eredmény |
| ---- | ------------------ | ------------- | -------- |
| 1.   | Szombathelyi Tamás | Újpesti Dózsa | 5342     |
| 2.   | Balogh István      | MAFC          | 5225     |
| 3.   | Kancsal Tamás      | Bp. Honvéd    | 5215     |
| 4.   | Forgács Gyula      | Újpesti Dózsa | 5185     |
| 5.   | Maracskó Tibor     | Csepel SC     | 5141     |
| 6.   | Sasics Szvetiszláv | Bp. Honvéd    | 5102     |
| 7.   | Rátonyi Gábor      | Csepel SC     | 5055     |
| 8.   | Szíjj Károly       | Bp. Honvéd    | 5048     |
| 9.   | Kurucz Csaba       | Csepel SC     | 5046     |
| 10.  | Déri Árpád         | Csepel SC     | 5042     |

#### Csapat
| Hely | Név                                                | Klub                  | Eredmény |
| ---- | -------------------------------------------------- | --------------------- | -------- |
| 1.   | Sasics Szvetiszláv, Császári Attila, Kancsal Tamás | Bp Honvéd             | 15 246   |
| 2.   | Maracskó Tibor, Déri Árpád, Villányi Zsigmond      | Csepel SC             | 15 163   |
| 3.   | Tory Imre, Balogh István , Bíró                    | MAFC                  | 14 511   |
| 4.   |                                                    | Székesfehérvári Volán | 14 162   |
| 5.   |                                                    | Újpesti Dózsa         | 14 042   |